# (5727) 1988 BB4
(5727) 1988 BB4 (1988 BB4, 1976 YN1, 1986 RF10) — астероїд головного поясу, відкритий 19 січня 1988 року.
Тіссеранів параметр щодо Юпітера — 3,560.